# Фонд израильских граждан
Фонд израильских граждан (ивр. קרן לאזרחי ישראל‎ Керен леЭзрахей Исраэль) — суверенный фонд благосостояния Израиля. Создан для управления прогнозируемыми будущими непредвиденными прибылями, ожидаемыми от открытия газовых месторождений Тамар и Левиафан. Фондом будет управлять Банк Израиля.
Фонд призван уменьшить риск так называемой голландской болезни, когда значительное увеличение доходов от одного сектора (например, природного газа) приводит к укреплению местной валюты (шекеля), что, в свою очередь, делает другие сектора экономики менее конкурентоспособными.
В ноябре 2010 года Международный валютный фонд рекомендовал Израилю создать суверенный фонд благосостояния. ОЭСР рекомендовала то же самое в 2011 году. По оценкам ОЭСР, размер Фонда к 2040 году составит от 40 до 175 миллиардов долларов США (то есть от 10 до 50 процентов ВВП Израиля) в зависимости от темпов открытия новых месторождений.
Закон о создании фонда был принят Кнессетом в 2014 году. В законе обговаривалось, что фонд начнет работу через месяц после того, как налоговые поступления от природного газа превысят один миллиард шекелей, предположительно в 2017 году. Позже порог был передвинут на 2020 год. Сложный характер налога на непредвиденные доходы мог способствовать уклонению от уплаты налогов.
В 2022 году министр финансов Авигдор Либерман объявил, что фонд начнёт работу в начале четвёртого квартала года,. К 1 июня 2022 года фонд был официально запущен, поскольку собранные сборы превысили порог в 1 миллиард шекелей.
На октябрь 2023 года активы под управлением фонда составляли уже 1 миллиард долларов США.